# Episodi di Blue Bloods (decima stagione)
La decima stagione della serie televisiva Blue Bloods è composta da 19 episodi. È stata trasmessa in prima visione assoluta in Canada dalla Global Television Network e negli Stati Uniti d'America da CBS dal 27 settembre 2019 al 1º maggio 2020. Inizialmente composta da 22 episodi, la stagione è stata ridotta a 19 in seguito alla pandemia di COVID-19.
La stagione è andata in onda in prima visione assoluta in lingua italiana in Svizzera su RSI LA1 dal 3 giugno 2020; in Italia è stata trasmessa in prima visione su Rai 2 dal 28 novembre 2020 al 1º maggio 2021. Dall'undicesimo episodio risulta in prima visione assoluta in Italia.
| n° | Titolo originale          | Titolo italiano         | Prima TV Canada e USA | Prima TV in italiano |
| -- | ------------------------- | ----------------------- | --------------------- | -------------------- |
| 1  | The Real Deal             | Sotto mentite spoglie   | 27 settembre 2019     | 3 giugno 2020        |
| 2  | Naughty or Nice           | La lista nera           | 4 ottobre 2019        | 10 giugno 2020       |
| 3  | Behind the Smile          | Fratelli e sorelle      | 11 ottobre 2019       | 17 giugno 2020       |
| 4  | Another Look              | Un altro sguardo        | 18 ottobre 2019       | 24 giugno 2020       |
| 5  | The Price You Pay         | Il prezzo che paghi     | 25 ottobre 2019       | 1º luglio 2020       |
| 6  | Glass Houses              | Problemi per Anthony    | 1º novembre 2019      | 8 luglio 2020        |
| 7  | Higher Standards          | Errore di giudizio      | 8 novembre 2019       | 15 luglio 2020       |
| 8  | Friends in High Places    | Polizia contro pompieri | 15 novembre 2019      | 22 luglio 2020       |
| 9  | Grave Errors              | Scavarsi la fossa       | 22 novembre 2019      | 29 luglio 2020       |
| 10 | Bones to Pick             | Misoginia               | 6 dicembre 2019       | 5 agosto 2020        |
| 11 | Careful What You Wish For | Pugno di ferro          | 3 gennaio 2020        | 27 febbraio 2021     |
| 12 | Where the Truth Lies      | Segui il tuo istinto    | 10 gennaio 2020       | 13 marzo 2021        |
| 13 | Reckless                  | Una legge imperfetta    | 31 gennaio 2020       | 20 marzo 2021        |
| 14 | Fogs of War               | Fuoco amico             | 14 febbraio 2020      | 3 aprile 2021        |
| 15 | Vested Interests          | Un vecchio amico        | 6 marzo 2020          | 10 aprile 2021       |
| 16 | The First 100 Days        | I primi 100 giorni      | 13 marzo 2020         | 17 aprile 2021       |
| 17 | The Puzzle Palace         | I piani alti            | 3 aprile 2020         | 24 aprile 2021       |
| 18 | Hide in Plain Sight       | Indagini delicate       | 24 aprile 2020        | 30 aprile 2021       |
| 19 | Family Secrets            | Un nuovo Reagan         | 1º maggio 2020        | 1º maggio 2021       |

## Sotto mentite spoglie
- Titolo originale: The Real Deal
- Diretto da: David Barrett
- Scritto da: Kevin Wade e Siobhan Byrne O'Connor

### Trama
Danny e Baez sono alle prese con un'indagine sull'omicidio di una ragazzina avvenuto un anno prima e portato alla loro attenzione da Maggie (la sensitiva) che li aveva già aiutati a risolvere un caso. Inoltre, Frank cerca un modo per aiutare il suo ex partner Lenny Ross quando sua figlia viene arrestata. In realtà la ragazza arrestata non è sua progenie, ma la sorellastra della vera figlia; Jamie ed Eddie vanno a caccia di appartamenti mentre Erin affronta un avvocato difensore di un uomo violento che ha picchiato la sua compagna.
- Guest star: Tom O'Keefe (Adam Miller), Silvia Bond (Olivia Wright), Ashlie Atkinson (Sandra Colby), David Coussins (John Spencer), Luis Antonio Ramos (capitano Espinoza), Mugga (Eileen Packard), Gus Birney (Carrie Ross), Janelle Mcdermoth (detective Peterson), Quinn Mccolgan (Amanda Wallace), Ian Mclaughlin (Klinger), Erin Cherry (giudice Harris), Charlie Sausa (Super), Simone Policano (Tess), Julian Alexander (agente), Jared Morrison (detective Walker).
- Ascolti Italia: telespettatori 926 000 – share 3,80%[3]

## La lista nera
- Titolo originale: Naughty or Nice
- Diretto da: John Behring
- Scritto da: Ian Biederman

### Trama
Frank ed Erin sono in disaccordo quando Frank scopre che l'ufficio del procuratore distrettuale tiene un elenco di poliziotti del NYPD che considerano "inaffidabili". Danny e Baez reclutano il mafioso in pensione Vincent Rella per assisterli in un'indagine riguardante l'omicidio di Aspromonte, un ristoratore di origini italiane. La figlia del ristoratore ha assistito all'omicidio del padre e ora rischia di morire poiché il killer mafioso la sta cercando. Jamie partecipa a un'operazione sotto copertura fingendosi un tassista per catturare un rapinatore e omicida seriale di tassisti.
- Ascolti Italia: telespettatori 934 000 – share 4,00%[4]
- Guest star: Dan Hedaya (Vincent Rella), Ariel Shafir (Paulie Demarco), Elizabeth Paige (Angelica Aspromonte), Lydia Grace Jordan (Carmen Russo), Shamika Cotton(det. Kim Andrews), Jeff Panzarella (Gino Grazioso), Spenser Granese (Brian Kent), Faron Salisbury(Taxi), Jonathan Strait(avvocato di Demarco's), John Cannon (agente #1), Phyllis Johnson (capo squadra), Saiyam Kumar(Taru).

## Fratelli e sorelle
- Titolo originale: Behind the Smile
- Diretto da: Ralph Hemecker
- Scritto da: Daniel Truly

### Trama
La stima di Frank per una vecchia amica defunta si rivela un errore quando suo figlio minaccia di rivelare pubblicamente chi fosse veramente. Nonostante tutto riuscirà a salvare l'inaugurazione della fondazione umanitaria della defunta. Inoltre, Jamie chiede aiuto a Erin per arrestare un criminale che ha sparato a lui e alla giovane recluta con cui era di pattuglia, dopo aver appreso che ha scelto di non mandarlo in prigione sei mesi fa. Chiederanno anche l'aiuto del fratello di DeMarco, un ex criminale che conosce il bandito in questione. Eddie si scontra con il suo nuovo capo, il sergente McNichols e Danny trascina Baez in un caso che coinvolge una coppia in lutto sospetta. Si rivela che la loro figlia potrebbe essere morta a causa del matrimonio combinato dai genitori. Questi si rifiutano anche di chiedere aiuto alle forze dell'ordine di cui fa parte anche il figlio. Per fortuna arrestano il marito e salvano la ragazza.
- Guest star: Stephanie Kurtzuba (sergente McNichols), Christopher Carley (Matt Kaye), Emma Ishta (Mindy Kaye), Rebecca Faulkenberry (Misty Kaye), Leigh Ann Larkin (M. E. Carson), Miguel Jarquin-Moreland (Roland Hurley), Alex Breaux (Eli), Young Mazino (agente Andy Chen), Michelle Vo (agente Wendy Chu), Kelvin Han Yee (Mr. Chen), Chuja Seo (Mrs. Chen), Erick Betancourt (Leo), Tyler Hubbard (Manny), Eric Seltzer (detective Kotcheff), Kyasia Martaya Thomas (donna tra la folla), Erin West (dottoressa), Michelle Sohn (Travel Agent), Matt Consalvo (agente Meyers), Allen Chen (marito), Chie Miyagawa (Jill Chen), Mark Borkowski (sergente d'ufficio Wolinski).
- Ascolti Italia: telespettatori 1 130 000 – share 5,10%[5]

## Un altro sguardo
- Titolo originale: Another Look
- Diretto da: Jackeline Tejada
- Scritto da: Brian Burns

### Trama
Frank prende a cuore uno dei casi di Jamie che riguarda la morte sospetta della moglie, malata terminale, del suo amico, l'agente dell'FBI Wilson Ortega. Inoltre, dopo aver richiesto casi più significativi, Erin riceve sei casi di rapina irrisolti che si rivelano spinosi da chiudere senza l'aiuto di Anthony. Infatti il rapinatore prendere di mira negozi gestiti da clandestini e così Anthony si finge uno di loro arrestando così il criminale. Danny e Baez scoprono la scioccante verità dietro una sconcertante aggressione a sfondo sessuale. La moglie di un facoltoso imprenditore sta divorziando e per ottenere soldi e la custodia dei figli ingaggia un insegnante di yoga che finge di essere stata stuprata dal marito.
- Guest star: Eric B. (detective Mike Gee), Jere Shea (Mark Forman), Kerry O'Malley (Lydia Forman), Erica Pappas (Natalie), Emiliano Diez (Wilson Ortega), Umit Celebi (imprenditore #3), Henry Yuk (Mr. Chow), Kenneth Maharaj (imprenditore #1), Jagan Badvel (imprenditore #2), Jefferson Reardon (ragazzo con cappuccio), Rafael Jordan (uomo in uniforme), Stacey Giambastiani (donna), Christine Davis (impiegato), Edward Turner (ragazzo), Emily Crehan (ragazza), Chris Dreams (addetto alla sicurezza del Hotel), Jose Mesina (Bartender).
- Ascolti Italia: telespettatori 1 197 000 – share 4,44%[6]

## Il prezzo che paghi
- Titolo originale: The Price You Pay
- Diretto da: John Behring
- Scritto da: Kevin Riley

### Trama
Frank lavora per vendicare l'agente Douglas McKenzie, un detective accusato di usare una forza eccessiva. Nonostante non sia colpevole il giudice richiede il suo licenziamento, ma Frank si oppone. Tutti gli sforzi del comandante non persuadono l'agente che si dimette poiché il tribunale mediatico vessa la sua famiglia comprese le due figliolette. Danny e Baez rintracciano l'assassino responsabile della morte della guardia del corpo di Cameron Gooding, un rapper e discografico sull'orlo del fallimento con la sua etichetta discografica. Si tratta dell'amante e guardia di sicurezza di Pia Toledo, un'altra rapper che era sotto contratto con Gooding. Jamie è scettico su una relazione tra Espinoza e la recluta alle prime armi Sarah Brooks. In realtà la recluta è la figlia di un amico di Espinoza, vigile del fuoco morte in l'undici settembre alle Torri gemelle. Eddie va sotto copertura per aiutare Erin a indagare su un misterioso culto. Pare che un santone sfrutti sessualmente le ragazze della sua setta.
- Guest star: Luis Antonio Ramos (Espinoza), Leon (Cameron Gooding), Laura-Leigh (Ruby), Mike Carlsen (detective McKenzie), Lily Brown (agente Brooks), Darlene Demorizi (Pia Toledo), Cindy De La Cruz (Ramona Lewis), Gideon Emery (Shapiro), Nick Palazzo (ragazzo del negozio della pizza), Jamar Greene (Damien Ross), Darius "Nastyelgic" Jackson (Ky Bishop), Sean Archer (Allen Hughes), Austin Davis (buttafuori), Gayle Samuels (moderatore), Amelia Hammer Harris (direttore di scena), Chantal Maurice (agente Williams).
- Ascolti Italia: telespettatori 1 179 000 – share 4,40%[7]

## Problemi per Anthony
- Titolo originale: Glass Houses
- Diretto da: Heather Cappiello
- Scritto da: Allie Solomon e Kevin Wade (sceneggiatura);

Allie Solomon e Peter D'Antonio

### Trama
Frank è in conflitto su come trattare con l'ex poliziotto Rick Austin poiché deve revocare la sua pensione d'invalidità per via dei guadagni ottenuti dai suoi seminari. Si scopre anche che la pensione è frutto di un errore poiché il poliziotto ha preso le dita della mano per una scossa elettrica innescata da un cavo e dalla stagnola del suo panino e non dall'aggressione con un machete. Inoltre, Jamie aiuta il suo amico Connor O'Brien occupandosi delle foto della figlia che girano in Internet. Si pensa che sia stato il fidanzato della figlia. Invece è stata proprio la ragazza a pubblicare le foto come ripicca verso il suo ex fidanzato che l'ha lasciata; Danny dà la caccia all'assassino di una donna avvocato, che ha avuto una storia d'amore con un detenuto accusato di omicidio di una giovane ragazza, che lei stessa ha fatto scarcerare poiché innocente. È stato proprio il padre di quest'ultima ad uccidere l'avvocato. Anthony si confronta con la consapevolezza che suo figlio adottivo Sam potrebbe non essere adatto per lavorare in polizia.
- Guest star: Evan Arthur Hall (Rick Austin), Jaden Michael (Sam Jones), Brian Hutchison (Connor O'Brien), Mercedes Griffeth (Caitlin O'Brien), Taylor Selé (Winston Hall), Alex Webb (Richard Lockhart), Jenny Maguire (Sue Lockhart), Nathan Scherich (agente Russell), Rayjonaldy Rodriguez (Luis Rosas), Gina Ferrall (Warden Maureen Lee), Carlos Arce Jr. (portiere), Jesse Sharp(sergente), Christian Barber (umono in divisa).
- Ascolti Italia: telespettatori 1 374 000 – share 5,00%[8]

## Errore di giudizio
- Titolo originale: Higher Standards
- Diretto da: David Barrett
- Scritto da: Siobhan Byrne O'Connor (sceneggiatura); Siobhan Byrne O'Connor e James Nuciforo (soggetto)

### Trama
Jamie e Frank hanno punti di vista differente l'uno dall'altro sul modo in cui il pubblico tratta i poliziotti dopo aver visto il video di ragazzini che versano l'acqua su due reclute. Infatti Jamie dopo aver visto il video arresta il colpevole per aggressione a pubblico ufficiale tirandogli prima un secchio d'acqua. Per questo viene sanzionato da Frank con due giornate senza stipendio. Danny e Baez indagano su un uomo che depreda gli anziani. Riescono ad arrestarlo e a farlo confessare con un trucco lessicale. Infatti il criminale ammettendo di aver rapinato e picchiato diverse persone ammette anche implicitamente di aver ucciso una di esse, deceduta in ospedale, per via delle lesioni subite, poche ore dopo il suo arresto. Erin è costretta ad ammettere il suo errore quando Jack le porta un vecchio caso e afferma che un uomo è stato condannato ingiustamente da lei. L'uomo sconta in carcere da ben 1667 giorni una condanna definitiva per omicidio. Da ulteriori indagini l'assassino risulta essere un spacciatore già condannato per altri omicidi. Erin cosi, dopo essere stata in chiesa, si reca dall'innocente a chiedergli perdono.
- Guest star: Brandon Mendez Homer (Darnell Johnson), Thom Niemann(Martin Greer), Eric McKenzie (Renzo), Sam Kebede (Randy), Rutanya Alda (signora Harton), Audrey Heffernan Meyer (Nora Singleton), John Patrick O'Keefe (Super), Maeve Moynihan (EMT), Andy Truschinski (uomo 1), Brandon Rush (agente Denoon), Joe O'Connor (agente Malone), Jacqueline Guillén (MC), Joe Avellar(reporter John), Gameela Wright (reporter Helen), Brandhyze Stanley (Grace Michaels), Theresa Tirone (agente Fucci), Daryl Paris Bright (Chantal), Jenny Gorelick (donna in mezzo alla folla), Julio Trinidad (uomo in mezzo alla folla).
- Ascolti Italia: telespettatori 1 271 000 – share 4,80%[9]

## Polizia contro pompieri
- Titolo originale: Friends in High Places
- Diretto da: Jennifer Opresnick
- Scritto da: Ian Biederman

### Trama
Mentre Henry lavora come consulente investigativo per i servizi sociali si scontra con Danny sul caso che coinvolge un uomo aggressivo nei confronti di sua moglie. L'uomo ha scontato otto mesi di prigione perché rubava farmaci ai pazienti del luogo in cui lavorava per colpa della sua dipendenza. Diventa aggressivo solo perché scopre che la moglie oltre a voler divorziare da lui ha accettato un lavoro a Los Angeles e porterà il loro figlio con sé. Henry faticherà a far capire al nipote che l'uomo ha commesso degli errori, ma non è un criminale. Inoltre, Frank si trova nel bel mezzo di una battaglia in corso tra il NYPD e l'FDNY infatti un suo agente arresta il capo dei vigili per molestie a pubblico ufficiale. Cosi Frank decide di stroncare la rivalità tra i due dipartimenti per sempre. Erin riflette sull'opportunità che le cambia la vita presentata dal sindaco Peter Chase. Infatti decide di candidarsi a procuratore distrettuale di Manhattan. Jamie è sospettoso riguardo a un'indagine che prende di mira il partner di Eddie, Kenneth Troy. Infatti sospetta che l'arresto effettuato di un presunto assassino sia illegale, poiché l'agente ha usato metodi non conformi alla legge. Jamie chiama l'ufficio affari interni, mettendo nei guai Eddie. Così risolve la situazione convincendo Troy a dimettersi, salvando la sua pensione, il lavoro di Eddie e impedendo ad un criminale di ritrovarsi in libertà.
- Guest star: Dylan Walsh (sindaco Peter Chase), Danny Deferrari (Warren Davis), Eric Troy Miller (Kenneth Troy), Paton Ashbrook (Karen Davis), Julian Biederman (Andrew Davis), Dan Lauria (Stan Rourke), Leroy McClain (Sam Terhune), Bryan Fitzgerald (Brandon Phelps), Roger Wayne (Bruce Zarelli), Alexis Cash (assistente del sindaco), Martin Fisher (supervisore della sicurezza), Fortuna Gebresellassie (Annie).
- Ascolti Italia: telespettatori 1 216 000 – share 4,80%[10]

## Scavarsi la fossa
- Titolo originale: Grave Errors
- Diretto da: Robert Harmon
- Scritto da: Daniel Truly

### Trama
Mentre lavora al caso di una tata accusata di abusi su bambina, Erin non è d'accordo con il consulente psichiatrico, la dottoressa Alice Dornan, per quanto riguarda la sua diagnosi. Così decide di licenziarla. Anthony cerca di far riflettere Erin, che si scusa con la dottoressa e decide di chiedere l'infermità mentale per la tata. Eddie affronta il suo capo con cui non è in sintonia. Scopre che il risentimento è legato al licenziamento dell'ex marito da parte di Fank. Infatti l'uomo era un agente brutale, ma anche un marito violento. Cosi Eddie aiuta il suo superiore ad ammettere di essere stata picchiata e a capire che non era colpa sua. Sindaco Peter Chase spinge Frank a fare modifiche al personale su cui è scettico. Infatti vi vuole che Garrett venga licenziato. Frank decide di non farlo mettendo alle strette il sindaco insieme al suo vicecomandante. Danny va sotto copertura su un caso in cui una donna di nome Roxy afferma di aver sentito qualcuno tramare un omicidio. In realtà tutto è una trappola poiché Roxy vuole vendicarsi di Danny che anni fa arresto suo padre per aver conficcato una stecca da biliardo nell'occhio di un ubriaco durante una rissa nel bar dove faceva il buttafuori e dove ora Roxy fa la barista.
- Guest star: Dylan Walsh (sindaco Peter Chase), Stephanie Kurtzuba sergente McNichols), Masha King (Roxy), Jennifer Bowles (dottoressa Alice Dornan), Andrew Kaempfer (Joseph Kiernan), Alexis Cash (assistente Chase), Matt Consalvo (agente Meyers), Dakota Brown (ubriaco #1), Teniece Divya Johnson (ubriaco #2), Saiyam Kumar (tecnico Taru).
- Ascolti Italia: telespettatori 1 201 000 – share 5,20%[11]

## Misoginia
- Titolo originale: Bones to Pick
- Diretto da: David Barrett
- Scritto da: Brian Burns

### Trama
Dopo che una donna è stata trovata morta in un club per soli uomini, Danny e Baez indagano se la sua morte è stata un incidente o il risultato di un omicidio. Danny dopo i risultati del medico legale crede che sia un classico "caso sospetto" mentre Baez crede che l'assassino sia uno dei membri del club per soli uomini. Infatti dopo aver convinto il concierge Albert Becker a parlare e dopo aver avuto una confessione e un video da un altro membro del club Frick Abbott che aveva portato all'interno del club il suo cellulare, cosa non consentita nel club, capiscono che la donna è entrata nel club da viva per incontrare Hammond, membro del club e assassino. Quest'ultimo viene arrestato prima di tentare la fuga con un jet privato. Inoltre, Frank viene a sapere, dopo aver fatto indagare Sid e Baker su una soffiata, di una presunta relazione tra il capo degli affari interni Holmes e Lorraine Burch ovvero la coniuge, ex poliziotta, del capo dell'antiterrorismo Jack Burch. Mentre i suoi sono restii ad un intervento del comandante, Frank decide di intimare al capo degli affari interni di chiudere la relazione e cancellarne le tracce. Jamie ed Eddie hanno una discussione sulla politica di genere nella famiglia Reagan scaturita da una "lista tesoro" che Eddie affida a Jamie. Jamie dimentica di occuparsi della lista e questo scaturisce una lite. In realtà Eddie è preoccupata della loro relazione perché tutti i Regan sono vedovi ed Erin divorziata. Jamie tranquillizza sua moglie. Anthony invece prende di mira un criminale tale Thurgood che la legge rimette in libertà poiché la cauzione per quel reato è stata abolita. Anthony sorprende, dopo un appostamento, Thurgood a rubare da una macchina e lo arresta. Viene condannato per furto aggravato, reato minore che non prevede il carcere immediato. Così decide di non arrendersi tentando di arrestare Thurgood dopo un furto in appartamento, ma gli sparano e per fortuna il giubbotto gli salva la vita. Erin apprendendo della sparatoria si reca all'ospedale e vedendo Anthony in salute, si rincuora, ma si infervora per il rischio corso dal suo amico.
- Guest star: Stephen Derosa (Albert Becker), Christian Coulson (Brooks Hammond), Danielle Ferland (Colleen Becker), Federico Rodriguez (Frick Abbott), Zachary Golinger (Wesley Abbott), Nicolas Marti Salgado (Thurgood), Tony Neil Butler (capo Holmes), Leigh Ann Larkin (ME Megan Carson), Marlon Perrier (agente), Lisann Valentin (Lorraine Burch).
- Ascolti Italia: telespettatori 1 410 000 – share 5,50%[12]

## Pugno di ferro
- Titolo originale: Careful What You Wish For
- Diretto da: Rachel Feldman
- Scritto da: Kevin Riley e Allie Solomon

### Trama
I paramedici Katrina e Wayne insieme a Jamie effettuano un intervento che si rivela una trappola tesa a impegnare i tre per poter rubare i narcotici tenuti nell'ambulanza. Ne nasce uno scontro a fuoco in cui il paramedico Wayne resta ucciso. Danny e Baez vengono chiamati a risolvere il caso visto che già lavorano a queste rapine di ambulanze. Il capitano Higgins dei paramedici è restio a collaborare con Danny per via degli imbrogli fatti sugli straordinari. Dall'indagine risulta che Katrina era a conoscenza che Wayne passava le informazioni ai rapinatori e che non riusciva a smettere. Danny, Baez e Jamie con l'aiuto del capitano Higgins si travestono da paramedici creando una trappola in cui i rapinatori vengono arrestati. Inoltre, Frank difende la comunità dei senzatetto di New York dopo che il sindaco ha messo in atto una nuova legge che, grazie ad un cambio di gradi di temperatura, permette ai poliziotti di portare con la forza nei ricoveri i senzatetto. In un intervento, uno dei senzatetto muore d'infarto e si crea il rischio di un'onta mediatica violenta contro la polizia. Oltre a questo, Sid interroga 5 capitani di distretto sulle retate contro i senzatetto tenendo Frank all'oscuro. Frank si accorge che Sid nasconde qualcosa e, dopo essersi recato nel suo ufficio e vedendo i capitani, apprende che i poliziotti sono in subbuglio per via delle retate e voglio essere pagati di più per gli straordinari. Frank riesce a convincere il sindaco a tornare sui suoi passi e presenterà presto una serie di riforme utili allo scopo. Erin cerca di assicurare alla giustizia un tossicodipendente violento ovvero Mark Siriani, ma la giudice Cheryl Harvey dichiara che non è colpevole. Il criminale così finisce in una struttura di riabilitazione da dove evade insieme ad un altro drogato. Erin va dalla giudice per chiederle un mandato di cattura e scopre che Siriani e il giudice erano amici d'infanzia. I due tentano una rapina, ma Siriani, amico della giudice, viene arrestato. Quest'ultimo rivela ad Erin di aver dato l'indirizzo della sua amica Cheryl al suo complice per rubarle i soldi per la droga. Erin insieme ad Anthony intervengono presso l'abilitazione della giudice che spara al criminale uccidendolo. Eddie e Jamie aprendo un nuovo conto cointestato scoprono che il padre di Eddie le aveva lasciato centomila dollari. Eddie si offre di aiutare Jamie a ripagare i suoi prestiti studenteschi. All'inizio Jamie rifiuta perché teme che quei soldi siano sporchi, poi cambia idea decidendo di risarcire con la metà una famiglia truffata dal padre di Eddie e di usare l'altra per ripagare i suoi prestiti.
- Guest star: Annie Hogg(Katrina), Hunter Canning (Wayne), Melanie Nicholls-King (giudice Cheryl Harvey), Alex Podulke (Mark Siriani), Peter Scolari (capitano Higgins), Rudy De La Cruz (Banker), Alvin Keith (dottore Brown), Bonnie Rose (segretaria), James Dumont (Thomas Wallace), Robert G. Mckay (capitano Bangs), Jon Shaver (capitano Rainey), David Chen (Thug #2), Richard Rodriguez (Thug #1), Michelle Mazza (comandante distretto #1), Ron Scott (comandante distretto #2), Wayne Maugans (comandante distretto #3), Rachel Adams (segretaria).
- Ascolti Italia: telespettatori 1 373 000 – share 5,30%[13]

## Segui il tuo istinto
- Titolo originale: Where the Truth Lies
- Diretto da: David Barrett
- Scritto da: Siobhan Byrne O'Connor

### Trama
L'agente di polizia Tommy Martin si suicida con la pistola d'ordinanza su un'auto di polizia. La vedova Rosemary Martin incolpa Frank per il recente suicidio di suo marito mentre era al lavoro. In realtà dalle indagini emerge che il poliziotto era andato con una prostituta che lo aveva truffato rubandogli soldi, portafoglio ecc. La vedova, oltre ad imbastire una campagna mediatica contro Frank, tramite il suo avvocato vuole avere i risultati dell'indagine. Frank, animato da un gesto caritatevole, rifiuta di consegnare. Per evitare ulteriori diatribe escogita un incontro della vedova con i colleghi del marito per parlare della necessità di chiedere aiuto prima che sia troppo tardi. Il tutto evitando che la vedova sappia che fosse un'iniziativa di Frank. Eddie interviene nell'omicidio di una donna che para abbia subito una rapina. Parlando con la figlia e il marito, Eddie percepisce che qualcosa non torna. Il suo istinto crede che il marito abbia ucciso la moglie e la figlia abbia assistito all'omicidio. Così tenta di parlare con la figlia, ma viene respinta dal padre. Erin e Jamie, venuti a conoscenza dei fatti, rimproverano Eddie, che a sua volta li rimprovera di non credere al suo istinto. Erin decide di affiancare Eddie nell'indagini. Incontrano la figlia che confessa, grazie alle parole di Eddie, di aver mentito e che il padre ha ucciso la madre dopo aver scoperto di essere stato tradito con il suo miglior amico. Luis Delgado dice a Danny e Baez che l'unico modo per testimoniare contro il suo ex cartello è proteggere i suoi figli. Quando Danny e Baez scoprono che Carlos, uno dei figli è stato rapito, Luis va su tutte le furie. Danny convince Luis a dargli qualche nome e dai tabulati della prigione rintracciano un criminale che ha fatto da messaggero. Tale criminale conferma che Carlos si trova in un capanno a nord della città in un terreno di 400 acri. Danny e Baez arrivano in tempo salvando Carlos. Delgado come favore a Denny e come vendetta per le uccisioni delle loro mogli, testimonia contro il cartello.
- Guest star: Damon Daunno (Silver Mancuso), Kevin O'Rourke (monsignore Walter Donahue), Anika Larsen (Rosemary Martin), Ruby Cruz (Amanda Webster), Jim Stanek (signore Webster), Victor Rivera (Mateo Delgado), Jeter Rivera (Carlos Delgado), Alan Barnes Netherton (agente Tommy Martin), Tanairi Vazquez (Alvarez Delgado), Michael Jones (detective Reggie Hotchkiss), Julio Trinidad (Jose Flores), Alana Johnson (Consuela Flores), Omar Ghonim (Imam), Mark Boyett (Padre), Henry Packer (Rabbino), Pat Labez (Mrs. Patterson), Amaral Savage (membro Gang), Theresa Tirone (agente Fucci), Sean-Michael Wilkinson (agente #2), Daralyn Jay (sergente), Abdul L. Howard (agente di pattuglia), Kristina Bartlett (Santini).
- Ascolti Italia: telespettatori 1 372 000 – share 5,20%[14]

## Una legge imperfetta
- Titolo originale: Reckless
- Diretto da: John Behring
- Scritto da: Jack Ciapciak

### Trama
Frank deve scoprire la verità quando un motociclista accusa l'agente Brian Connor di uso eccessivo della forza. Il motociclista in realtà è il detective Alex Porter sotto copertura infiltrato nella gang dei Satans Bischop. Dall'indagini e dal video che Porter consegna a Frank, risulta che Connor è una mela marcia che potrebbe causare problemi superiori al dipartimento. Nonostante Sid difendi inizialmente Connor, propone la sospensione con effetto immediato. Inoltre, Danny e Baez indagano sull'omicidio di un famoso fotografo Felix Roth recentemente accusato dell'aggressione da venti sue ex modelle. Si sospetta della moglie Allie Roth come assassina. In realtà quest'ultima sapeva del comportamento del marito da cui voleva divorziare. Visto che avrebbe perso la custodia dei figli a causa delle depressione, decide di distruggere la reputazione del marito portando le modelle da un suo amico giornalista. Danny e Baez continuano le indagini e scoprono che la tata Michelle Rodriguez aveva avuto rapporti con lui, rimanendo incinta. Michelle racconta al padre Hector la situazione e quest'ultimo dopo aver litigato col fotografo lo uccide. Tenta la fuga, ma viene arrestato da Danny. Erin lotta per proteggere la testimone Katie Gray dalla nuova legge di riforma della giustizia nella quale viene dato l'obbligo da parte della procura di fornire agli avvocati difensori la lista testimoni con dati personali come l'indirizzo dell'abitazione. Questo comporta per Katie un'aggressione su commissione da parte dell'imputato finendo così in ospedale. Erin chiede aiuto a Frank per cambiare la legge, ma declina, considerando il problema esclusivamente di competenza dell'ufficio della procura. Eddie per aver scritto il verbale al posto del suo partner, l'agente Long, viene accusata da Jamie di ritrovarsi partner inaffidabili. Infatti Long passa i suoi verbali al dottore Mehta. Indagando scopre che molti poliziotti curati dal dottore facevano lo stesso perché rischia di chiudere il suo ambulatorio a causa della concorrenza sleale. Così Jamie decide di non avvertire gli affari interni a patto che Long e i suoi colleghi smettano con la pratica dei verbali e usino il classico metodo del passa parola.
- Guest star: Nahanni Johnstone (Allie Roth), Haskiri Velazquez (Melissa Rodriguez), Jared Zirilli (Brian Connor), Robyn Payne (Deborah Hodge), Robert Montano (Hector Rodriguez), K.K. Moggie (Katie Gray), Shaun O'Hagan (agente Matthew Long), Wade Mylius (Det. Alex Porter), Mark McKinnon (agente Miller), Matt Consalvo (agente Meyers), Billy Hepfinger (sergente), Steve Boghossian (Walsh), Tina Fabrique (Donna), Bruce Faulk (Bartender), Joseph Kamal (Dottore Mehta), Nick Shea (agente Jochens), Amar Atkins (agente McCoy), Greg Bronstrom (agente White), Susan Torres (agente #3).
- Ascolti Italia: telespettatori 1 381 000 – share 5,15%[15]

## Fuoco amico
- Titolo originale: Fog of War
- Diretto da: Doug Aarniokoski
- Scritto da: Ian Biederman

### Trama
Eddie e il suo partner, l'agente James Addison, partecipano ad una retata di spacciatori in un noto parco di New York. L'azione era stata pianificata da Jamie. In questa operazione muore a causa del fuoco amico il sergente Price. Ad ucciderla involontariamente sembra essere stato Addison. Price è in gravi condizioni e viene portata in ospedale. Invece Frank, dopo aver tenuto una conferenza stampa con i giornalisti, si prepara ad andare in ospedale. Garrett lo avvisa che purtroppo la Price è deceduta. Parte l'inchiesta degli affari interni per fare luce sul caso. Dalle indagini l'agente Addison viene scagionato, ma Jamie viene indagato per non aver supervisionato adeguatamente l'operazione visto che era impegnato nella stesura di un rapporto. Jamie presenta un rapporto nel quale ammette le sue mancanze sulla supervisione più per senso di colpa che per vera negligenza. L'inchiesta scagiona anche lui chiudendo il caso come una terribile fatalità. Frank parla con l'agente Addison, che ha chiesto un mese di aspettativa, e lo esorta a non consegnare il distintivo. Ai funerali l'agente Addison e il marito della Price si chiariscono in un lungo abbraccio di pianto. Danny e Baez fanno da scorta ai federali e ad un super testimone ovvero Travis Wiley che inchioderà numerosi membri di due cartelli: Ace Double Treys e Saragoza. Mentre si recano in tribunale subiscono un'imboscata in cui Wiley viene prelevato. I due lavorano con il Texas Ranger Waylon Gates per trovare il testimone. Dopo varie piste, Danny e Waylon rintracciano il Wiley in un motel e mentre si dirigono verso l'auto sopraggiungono uomini armati che sparano all'impazzata. I due riescono ad uccidere tutti gli aggressori prima dell'arrivo dei rinforzi. Entrambi portano in tribunale Wiley. Erin lavora su un caso di legittimità difesa che non convince del tutto. Infatti, Anthony scopre che Oliver Landry ha pedinato i due presunti criminali che lo avrebbero rapinato qualche settimana prima. Così lì uccide. Il sindaco chiede a Erin di non portare alla sbarra quel Landry. Anche il sindaco come Erin ha perso il fratello per un'aggressione. Erin però lo convince a fare la cosa giusta visto che sono pubblici ufficiali.
- Guest star: Lyle Lovett (Texas Ranger Waylon Gates), Justin Cunningham (agente James Addison), Drew Gehling (Jason Price), Jon Collin Barclay (Travis Wiley), Ann Harada (tenente Iab Sloan), Joe Tuttle (Oliver Landry), Dipa Anitia (Maggie Downey), Gameela Wright (giornalista Helen), Kelly Miller (giornalista Nick), Matt Consalvo (agente Meyers), Harry Sutton Jr. (giornalista Robert), Fortuna Gebresellassie (Annie assistente di Erin).
- Ascolti Italia: telespettatori 1 198 000 – share 4,60%[16]

## Un vecchio amico
- Titolo originale: Vested Interests
- Diretto da: Alex Zakrzewski
- Scritto da: Daniel Truly

### Trama
Jamie è sotto inchiesta da parte degli affari interni dopo che il suo giubbotto di polizia è stato trovato su un criminale che ha sparato ad una guardia giurata rubando il sacco dei soldi che trasporta va. Questo porta Jamie a reagire con rabbia e intimidazioni. Sotto consiglio del Nonno, Jamie torna ad agire come al solito scoprendo che il figlio tossicodipendente di una sua collega aveva fatto un duplicato del tesserino della madre e con delle tronchesi aveva aperto l'armadio di Jamie rubando il giubbotto. Lo stesso Jamie chiede alla collega di andare a prendere in custodia il figlio insieme. Frank discute se aiutare e proteggere un vecchio amico, Chuck Kennedy, la cui casa è stata invasa. Chuck era il proprietario del Majestic, cinema di quartiere frequentato dalla famiglia Regan. Chuck, ora anziano in sedia a rotelle e agorafobico, ha subito una violenza in casa sua da parte di Ryan Heide. Non essendo incriminato e a causa di una legge, Ryan può tornare non solo in libertà, ma anche in casa di Chuck. Così l'intera famiglia Regan sarà presente al rientro in casa di Chuck da parte di Ryan. Quest'ultimo viene messo in guardia nel non toccare il buon Chuck. Danny e Baez indagano sulle circostanze sospette che circondano la morte di Daria Iuval, una dipendente dell'hotel ritenuto un suicidio. Grazie a una ragazzina impicciona di nome Elle Copley, ottengono indizi per indagare su un omicidio. La ragazza viene però investita e uccisa. Emerge dalla confessione del direttore del hotel che la donna delle pulizie aveva una storia con Sam, portiere nell'hotel, che l'ha uccisa poiché la donna non voleva lasciare la famiglia per lui. Sam ha inoltre ucciso Elle. Anthony ed Erin discutono se accettare o meno di incontrare il mafioso Mario Vangelis, che sta per essere incriminato. Anthony ottiene una musicassetta in cui si capisce che due uomini intavolano trattative illegali su un investimento immobiliare. Erin così incontra Vangelis che è disposto a dare molte prove in cambio di un accordo di una condanna in due anni e mezzo in una prigione comoda per Mario. Erin consegna a Antony una valigetta piena di prove, audio, bonifici ecc..., chiedendogli di archiviare la prova come forense e di farne duplice copia in modo che lui possa indagare. Infatti Erin vuole capire se può incriminare l'attuale procuratore distrettuale, il secondo uomo coinvolto nell'affare immobiliare.
- Guest star: Aaron Serotsky (Clive Houk), Edward Asner (Chuck Kennedy), Christina Sajous (detective Victoria Bashul), William Ragsdale (Loutenant Stafford), Alexa Mareka (Elle Copley), Max Weinberg (Mario Vangelis), Guy Lemonnier (Dale Quinn), Gregory Konow (Sam), Samuel Dunning (Ryan Heide), Mark Borkowski (sergente Wolinski), Alex Marz. (agente Vogel), Hannah Cabell (agente Billy Fox), Ryan Broussard (agente Harrington), Narci Regina (receptionist Gabrielle), Jozsef Pinter (ospite Hotel), Matthew K. Addison (Bartender), Theresa Tirone (agente Fucci).
- Ascolti Italia: telespettatori 1 300 000 – share 4,90%[17]

## I primi 100 giorni
- Titolo originale: The First 100 Days
- Diretto da: Robert Harmon
- Scritto da: Brian Burns

### Trama
Frank e Garrett escogitano un piano per convincere il sindaco Chase a dargli 3 000 poliziotti in più. Proposta che il sindaco Chase rifiuta in virtù di ragioni economiche. Frank allora intima al sindaco che può dimettersi e persino parlare male di lui nell'intervista che farà con il New York Times. Così il sindaco e la sua vice Power offrono mille poliziotti in più. Frank accetta di buon grado e questo stupisce il sindaco. Frank rammenta al sindaco che non è solito gonfiare i bisogni della polizia o usare la sua posizione per fini personali. Danny e Baez cercano di rintracciare un criminale che ha vandalizzato con la scritta ""Pig" la loro auto, oltre a diversi veicoli del NYPD. Scoprono che Charles Morrow è l'autore dei danni alle auto. Cercano di rintracciarlo nel suo appartamento, ma la vicina, la signora Sayeed, comunica che non c'è. Dice anche che Morrow è un bravo ragazzo. In realtà Charles vuole vendicarsi per l'arresto e la morte del fratello. Mentre è a cena, Danny riceve la chiamata della Sayeed che ha paura del ragazzo poiché si è barricato nella sua casa cacciandola insieme ai figli. Danny e Boez intervengono è arrestano Morrow. Danny ammonisce Morrow, facendogli capire che buttar via la sua vita fatta di ottimi risultati all'università non è la strada giusta. Erin è scossa dopo un incidente d'auto. Questo la mette di malumore e accusa il suo ex marito di averla ferita. Anche la figlia Nikki rientra dalla California per star vicina alla madre, mentre l'ex marito si scusa. Eddie e la sua partner inseguono un cane che le conduce da una donna malmenata dal compagno. Apparentemente il cane sembra randagio ma, "Bastardo", nome dato al cane, è stato abbandonato da un criminale perché metteva in pericolo la sua attività visto che non faceva il palo. Così Eddie vuole tenere il cane mentre Jamie no. Durante una passeggiata il cane scappa per seguire uno scippatore che Jamie e Eddie arrestano. Così il cane viene adottato dal distretto e viene battezzato "Jamko", storpiatura del cognome di Eddie.
- Guest star: Chris Walker (detective #1), Charles Everett (dectective #2), Jennifer Flanagan (EMS #1), Daniel Lopez (EMS #2), Diomargy Nuñez (poliziotto), Agnes Chung (giornalista), Jennifer Ikeda (Jennifer Power), Jamie Forbes (Two Pound), Natalie Buck (Megan), Soraya Broukhim (signora Sayeed), Sean Grandillo (Charles Morrow), Gabrielle C. Archer (fidanzata), Daniel Martin (fidanzato), Norman Schultz (agente).
- Ascolti Italia: telespettatori 1 246 000 – share 4,80%[18]

## I piani alti
- Titolo originale: The Puzzle Palace
- Diretto da: Dean White
- Scritto da: Kevin Riley

### Trama
Erin e Anthony devono fidarsi di Donnie Hassett, un sociopatico criminale violento che sta scontando una pena in carcere. Offre ad Erin un accordo: la liberazione in cambio del ritrovamento di un cadavere e prove che posso fare condannare Costa, un doppio assassino. Come prova di affidabilità indica ad Erin e Anthony dove trovare una pistola con la quale Costa ha commesso un omicidio quindici anni or sono. Erin scommette su Hassett nonostante il parere contrario di Anthony. Hassett accompagna entrambi in un magazzino dove trovano il cadavere del rivale di Costa sepolto dietro a un muro. Hassett ottiene la libertà con Erin che lo avvisa di tenerlo sott'occhio. Frank deve affrontare la reazione del suo dipartimento quando sospende l'agente Jeff Lyons per comportamento violento. Quest'ultimo, sotto pressione del suo comandante di distretto, usa la forza su un gruppo di ragazzi. Lyons oltre ad essere il figlio del capo del sindacato è, a sua volta, un sindacalista che sta programmando uno sciopero di poliziotti. Così Frank decide di andare alla riunione del sindacato per sentire le lamentele dei poliziotti e cercare di trovare una soluzione insieme. Danny e Baez cercano di arrestare un famigerato gangster e assassino, Jackson Wilks. Quest'ultimo ha ucciso Elliot Green, ma l'autopsia della dottoressa Meagan Carson lo scagiona. Danny e Baez capiscono che la dottoressa Carson sta mentendo. Infatti scoprono che Wilks ha minacciato Carson di ucciderla. Così mentre Wilks tenta di aggredire Carson, Danny interviene arrestandolo. Eddie è alle prese con la signora Polly Riley che soffre di demenza senile e accusa il custode del palazzo di essere un ladro. Jamie indaga e scopre che la Riley nonostante sia divorziata fa il bucato di abiti maschili. Infatti l'ex marito John Riley approfitta della demenza della Riley per rubargli oggetti, gioielli e sfruttarla per altre faccende. Jamie arresta l'ex marito e coinvolge la signora Riley in un torneo di mahjong. Eddie cambia orario di lavoro spostandosi dai turni notturni a quelli diurni grazie al comandante Espinosa.
- Guest star: Fortuna Gebresellassie (Annie), Jennifer Bowles (Alice Dornan), Stephen Rowe (Johnny Lyons), Susan Blommaert (Polly Riley), Charlie Sausa (Derick), Melissa Joyner (Alex Moore), Joshua James Dye (Jackson Wilks), Leigh Ann Larkin (Meagan Carson), Mister Fitzgerald (civile 1), Barrett Blizzard (civile 2), Will Stout (agente Jeff Lyons), Mark Deklin (Donnie Hassett), Tony Carlin (capitano Simms), Greg Jackson (avvocato), Stephen Payne (John Riley), William Gyarfas (partner di Lyon), Alice A. Hom (giocatrice Mahjong #2), Susan Kimmel (giocatrice Mahjong #1), Matt Consalvo (ufficiale Meyer), Charls Webb (ufficiale Cooper).
- Ascolti Italia: telespettatori 1 319 000 – share 5,00%[19]

## Indagini delicate
- Titolo originale: Hide in Plain Sight
- Diretto da: Doug Aarniokoski
- Scritto da: Allie Solomon e Kevin Wade

### Trama
L'assistente procuratore Lauren Wilson interviene sul caso di un incendio, dove vive una famiglia in affitto, appiccato usando acetone come accelerante. Proprietario dell'appartamento è Dan McCormick che abita proprio sopra. Infatti il suo intervento salva la famiglia tranne il nonno. La Wilson indica in una intervista televisiva McCormick come un eroe. Per questo e per l'intervista Erin sospende dal caso la Wilson. Infatti le indagini di Anthony portano a sospettare di McCormick perché ha elevati debiti economici che avrebbe saldato con il rimborso dell'assicurazione per incendio doloso. La Wilson, dopo aver chiesto consiglio a Anthony, si scusa con Erin tramite una lettera e dei cioccolatini, inoltre le dice di aver ricevuto una chiamata dalla segreteria di McCormick rivelando che quest'ultimo credeva che la famiglia fosse in vacanza. Erin e Anthony purtroppo non hanno prove concrete. Così tentano di fare confessare McCormick con una trappola. Gli mostrano un orologio al cui interno c'è una telecamera che lo avrebbe ripreso mentre innescava l'incendio. McCormick confessa, ma non aveva intenzione di fare del male. Eddie e Jamie collaborano per determinare chi sia la mente dietro una rapina. Infatti, in un negozio di macchine fotografiche professionali, avviene una rapina da parte di una banda di ragazzi. Una testimone della rapina è Mia Martinez, un'assistente sociale che dichiara ai due di non aver visto dettagli rilevanti per il caso. Jamie e Eddie scovano un video dove la Martinez pare conoscere i ragazzi della rapina. Nel frattempo riescono ad arrestare due fratelli che hanno partecipato al crimine. I due, dopo aver appreso di essere stati pagati 100 dollari per aver rubato merce da 30.000 dollari, confessano a Jamie e Eddie di aver ricevuto una "lista della spesa" con le macchine fotografiche da rubare da parte della Martinez. Così quest'ultima viene arrestata. 
Danny e Baez devono rintracciare uno spacciatore, dopo che Lia Rooney e Audrey Lyon, due giovani modelle, sono state trovate morte per overdose da Benztropina, usata come trattamento nel Parkinson, ma anche per perdere peso. Infatti il medico avvisa Danny che Lia, una delle modelle, aveva dichiarato di essere stata avvelenata. In ospedale si presentano anche Samson James e Jules Sarina, ovvero i datori di lavoro delle modelle. Dall'indagine si scopre che Jules Sarina passava la droga alle ragazze. Danny ottiene dalla Sarina il nome dello spacciatore: Scooter Smith. All'interno dell'appartamento di quest'ultimo viene rinvenuta parecchia droga. Smith indica a Danny che la regista dell'operazione era la stessa Sarina. Danny e Baez fanno irruzione nell'abitazione, ma trovano la Sarina impiccata. Per il senso di colpa si è suicidata. L'arcivescovo Kevin e amico di Frank chiede di indagare su padre Kennelly poiché sospetta di un caso di pedofilia. Frank scopre che in realtà il prete, oltre dodici anni, aveva intrattenuto una breve relazione con Angelique Loomis. Da questa storia nasce Sebastian Loomis. Il bambino con cui il prete passa molto tempo. Purtroppo il destino del prete è ormai segnato.
- Guest star: Fortuna Gebresellassie (Annie), Anthony Notarile (Sales Associate), Angela Petruzziello (consumatrice), James Biberi (Dan McCormick), Barrett Wilbert Weed (ADA Lauren Wilson), John Mazurek (dottore Ben Steiner), Mechelle Lassiter (infermiera), Edward Akrout (Samson James), Shay Vawn (Jules Sarina), Stacey Sargeant (Mia Martinez), Kelly Miller (giornalista Nick), Dane Clarke Ii (Devon Jackson), Gerald Jones III (Derek Jackson), Aimé Donna Kelly (Angelique Loomis), Todd Lawson (padre Kennelly), Matthew J. Harris (Scooter Smith), Trent Stone (avvocato di Scooter), Louis Branco (Uni #1).
- Ascolti Italia: telespettatori 1 013 000 – share 4,10%[20]

## Un nuovo Reagan
- Titolo originale: Family Secrets
- Diretto da: Dave Barrett
- Scritto da: Siobhan Byrne O'Connor

### Trama
Danny cerca di scoprire la verità dietro l'omicidio di Geo Valdez, un testimone chiave in uno dei casi di Erin e Anthony. Infatti Valdez mentre stava contattando Anthony viene ucciso da un sicario. Avrebbe dovuto testimoniare in tribunale contro Juan Acosta leader degli Apostoli, un cartello criminale. Danny e Baez vengono a sapere da Teddy Valdez, fratello di Geo, che la sua ragazza era Camilla Garcia. Quest'ultima racconta di avere avuto una cena al ristorante con Geo e che gli aveva consigliato di non mettersi contro Acosta. Dalle videocamera recuperano un filmato dove si vede Garcia fare delle foto al telefono del fidanzato Geo. Dopo aver controllato il telefono di Garcia scoprono che i messaggi che Valdez intratteneva con l'ufficio del procuratore erano stati inviati a un'utenza telefonica intesta proprio ad Acosta. Interrogata Garcia ammette il reato e indica in Cortez il sicario inviato da Acosta a uccidere Valdez. Rivela anche di aver detto tutto a Teddy che vuole vendicarsi. Danny e Baez riescono a intercettare Teddy e a farlo desistere nel suo intento di uccidere Cortez. Grazie alle indagini è alle prove di Danny, Erin ottiene dal giudice Angioli un rinvio di due giorni per portare Acosta davanti al Grand jury per incriminarlo dell'omicidio di Valdez. Così Anthony può arrestarlo. Eddie e Jamie scoprono un neonato lasciato in un borsone termico fuori dal loro distretto. Il neonato viene portato in ospedale e curato. Nonostante l'ipotermia si riprenderà. Eddie è intenzionata a rintracciare la madre del neonato ad ogni costo. Così Jamie capisce di dover aiutare sua moglie. Rintracciano il negozio dove la donna aveva comprato il borsone e li ottengono lo scontrino con cui poterla identificare. Una volta trovata Eddie non riesce a trattenere la sua rabbia nei confronti della donna, ma James riesce a calmarla e a portare la donna in ospedale dal figlio. Li racconta ai detective di essere stata contattata da due avvocati implicati in adozione illegali. Infatti la donna avrebbe ricevuto come compenso 2000 dollari. Presa dai rimorsi e terrorizzata commette l'abbandono del figlio. Così riescono a stroncare il racket delle adozioni illegali. Inoltre la donna fa richiesta per riavere la custodia del figlio. Eddie inizia a pensare di avere un figlio. Sean Reagan per un compito scolastico ha dovuto costruire l'albero genealogico della sua famiglia e ha utilizzato una rete di raccolta di test di Dna. Sean incontra il nonno Frank in ufficio sconvolto di aver ottenuto una corrispondenza di un cugino sconosciuto da questa rete di DNA. Frank riceve una richiesta personale da Paula Hill, ex allieva dell'accademia di polizia e amica di suo figlio Joe, deceduto da tempo. Vuole trasferire suo figlio Joseph Hill, detective dell'unità armi da fuoco della polizia, a un incarico più sicuro. Ma Paula confessa a Frank di aver avuto una relazione con suo figlio Joe di aver lasciato l'accademia poiché incinta. Joe non seppe mai di avere un figlio perché all'epoca Paula non voleva avere una relazione stabile e non voleva coinvolgerlo. Così Frank scopre di avere un nuovo nipote, ma respinge anche la richiesta di Paula che a sua volta declina l'invito di pranzare insieme al resto della famiglia Regan. Frank mette al corrente il resto della famiglia che rimane sconvolta dalla notizia. Sean riesce a portare Joe Hill al consueto pranzo della domenica tenuto dalla famiglia, così tutti potranno conoscersi.
- Guest star: Will Hochman (Joseph Hill), Carlos Andrickson (Juan Acosta), Danielle Davenport (Nia Martin), Jamila Velazquez (Camilla Garcia), Roman Maldonado (Cortez), Alexander Goyco (Geo Valdez), Richard Kline (giudice Angioli), Bonnie Somerville (Paula Hill), Avery Anton (adolescente incinta), Ale Valentina (Marisol), Gwendolyn Ellis (Dott. Sarah O'Sullivan), Reynaldo Piniella (Teddy Valdez), Jess Nahikian (Amy Taylor), Kristina Bartlett (tecnico TARU Santini), Joe O'Connor (ufficiale Malone), Frank Garcia (proprietario della Bodega), Jared Morrison (tecnico TARU Walker).
- Ascolti Italia: telespettatori 1 245 000 – share 4,90%[21]